# سراج‌الدین حقانی
سراج‌الدین حقانی (زادهٔ ح. ۱۹۷۳ تا ۱۹۸۰) یکی از دو معاون ارشد رهبر امارت اسلامی افغانستان مولوی هبت‌الله آخندزاده و وزیر امور داخلهٔ کنونی افغانستان است.  او به عنوان معاون رهبر طالبان نظارت بر مبارزهٔ مسلحانه علیه آمریکا و نیروهای ائتلاف را بنابر گزارش‌هایی از یک پایگاه در ناحیهٔ وزیرستان شمالی در پاکستان رهبری می‌کرد.
حقانی در حال حاضر تحت تعقیب اف‌بی‌آی قرار دارد و پاداشی ۱۰ میلیون دلاری از سوی وزارت امور خارجهٔ ایالات متحده برای اطلاعات در مورد محل سکونت او که منجر به دستگیری وی شود تعیین شده است.

## اوایل زندگی
سراج‌الدین حقانی حدود ۱۹۷۳ تا ۱۹۸۰ به عنوان فرزند جلال‌الدین حقانی، یک پشتوناز قبیله غلجایی و رهبر نظامی طرفدار نیروهای طالبان در افغانستان و پاکستان، و همسر عرب او از امارات متحده عربی متولد شد. جلال‌الدین حقانی همچنین همسری پشتون داشت؛ سراج‌الدین حقانی برادرانی از هر دو همسر پدرش دارد. او دوران کودکی خود را در میران شاه، وزیرستان شمالی پاکستان گذراند و در حوزهٔ اسلامی دیوبندی دارالعلوم حقانیه در اکوره ختک واقع در خیبر پختونخوا پاکستان درس خواند. برادر کوچکترش، محمد حقانی نیز عضو این شبکه بود که در حملهٔ هواپیماهای بدون سرنشین در ۱۸ فوریه ۲۰۱۰ در دنده درپاخل روستایی در وزیرستان شمالی به قتل رسید.
نام «حقانی» از دارالعلوم حقانیه گرفته شد که بسیاری از رهبران پیشرو در شبکهٔ حقانی در آن تحصیل کرده‌اند. بسیاری از موقعیت‌های برجسته در شاخهٔ پاکستان و افغانستان طالبان نیز در دست فارغ‌التحصیلان از این حوزه است.

## فعالیت‌ها
حقانی مسئولیت برنامه‌ریزی برای حمله به هتل کابل سرینا در سال ۲۰۰۸ را برعهده گرفت؛ در جریان این حمله شش نفر، از جمله شهروند آمریکایی تور دیوید هسلا کشته‌شدند. وی همچنین اعتراف کرده که در آوریل ۲۰۰۸ تلاش برای برنامه‌ریزی برای ترور حامد کرزی را انجام داده بود. نیروهای وی همچنین توسط نیروهای ائتلاف متهم به یک بمب‌گذاری در اواخر دسامبر ۲۰۰۸ شدند که در جریان آن در یک سربازخانه در نزدیکی یک مدرسه ابتدایی چندین دانش آموز، یک سرباز و یک گارد افغان کشته شدند؛ نیروهای ائتلاف تحت تأثیر این حمله قرار نگرفتند.
در نوامبر ۲۰۰۸ دیوید اس. رود خبرنگار نیویورک تایمز در افغانستان ربوده شد. اعتقاد بر این است که اسیرکنندگان اولیه تنها علاقه‌مند به باج‌گیری بودند اما گزارش شده که آخرین اسیرکنندهٔ او پیش از فرار سراج‌الدین حقانی بوده است.
گزارش‌های متعددی نشان می‌دهد که حقانی در یک حملهٔ عظیم هواپیمای بدون سرنشین توسط ایالات متحده در تاریخ ۲ فوریه ۲۰۱۰ مورد هدف قرار گرفت، اما در آن زمان در منطقه حضور نداشت.
حقانی در مارس ۲۰۱۰، در «شورای کویته طالبان» به عنوان یکی از رهبران معرفی شد. معاون وی، سنگین زادران، توسط یک حمله هواپیماهای بدون سرنشین ایالات متحده در ۵ سپتامبر ۲۰۱۳ در پاکستان کشته شد.
پدر او، جلال‌الدین حقانی، احتمالاً در اوایل سال ۲۰۰۸، اما قطعاً تا سال ۲۰۱۶، به علت بیماری، کنترل شبکه حقانی را به پسرش سراج‌الدین حقانی واگذار کرد. به این ترتیب او به عنوان معاون رهبر طالبان هبت‌الله آخندزاده خدمت کرد، و در درجهٔ اول درگیر امور نظامی شد.
آنتونیو گویستوزی، کارشناس بریتانیایی در زمینهٔ طالبان در ماه ۳۱ مه ۲۰۲۰ به فارین پالیسی گفت که سراج‌الدین حقانی مبتلا به کووید ۱۹ شد، که منجر به غیبت او در ترکیب رهبری این گروه شد.
پس از آنکه طالبان کنترل افغانستان را بازپس گرفت، او در ۷ سپتامبر ۲۰۲۱ به عنوان وزیر امور داخلهٔ امارت اسلامی افغانستان، منصوب شد.

## نوشته‌ها
زمانی که اختر محمد منصور به عنوان رهبر جدید طالبان در ۲۰۱۵ انتخاب شد، مکاتبه‌ای به نقل از سراج‌الدین حقانی نوشته شد:
... توصیهٔ ویژه من به همه اعضای امارت اسلامی این است که وحدت و انضباط داخلی خود را حفظ کنند…
سراج الدین حقانی قطعه نظری با عنوان «آنچه که ما، طالبان، می‌خواهیم» نوشت، که در ۲۰ فوریه ۲۰۲۰ در نیویورک تایمز ظاهر شد. این امر بحث‌های جنجالی را برانگیخت که چرا به تروریست‌ها فرصت نوشتن به مقالات داده شده است.
در سال ۲۰۱۰، حقانی کتابی ۱۴۴ صفحه‌ای را به زبان پشتو منتشر کرد؛ در این کتابچهٔ آموزشی و راهنمایی که تحت عنوان «درس‌های نظامی به نفع مجاهدین» منتشر شده بود، او رادیکال‌تر از طالبان به نظر می‌رسید. او در کتابش که تحت تأثیر القاعده قرار گرفته بود به حمایت از سر بریدن و بمب‌گذاری‌های انتحاری پرداخت، و با مشروعیت برای به هدف قرار دادن غرب، از مسلمانان درخواست کرد تا «تغییر قیافه بدهند، ریش خود را اصلاح کنند و لباس‌های غربی پوشیده و صبور باشند.»

## مصاحبه با شبکه خبری سی‌ان‌ان
حقانی در مصاحبه خود با کریستین امان‌پور خبرنگار شبکه خبری سی‌ان‌ان گفت: «با توجه به عملکرد آمریکا در گذشته، مردم به این کشور مشکوک هستند» اما خواهان بر قراری رابطه با آمریکا نیز شد. این مصاحبه موجی از انتقادات را برانگیخت، چرا که وی از سوی اداره تحقیقات فدرال آمریکا با پاداشی ۱۰ میلیون دلاری تحت تعقیب است.